# サタン教会
サタン教会あるいはチャーチ・オブ・サタン（英: The Church of Satan）は、アントン・ラヴェイ（Anton Szandor LaVey アントン・サンダー・ラヴィ）が1969年に著した 『サタンの聖書』（英: The Satanic Bible）に表明されているように、人間の肉欲的自己を是認することを使命とする団体である。

## 歴史
サタン教会は、1966年4月30日のヴァルプルギスの夜にアントン・ラヴェイによってカリフォルニア州サンフランシスコにて設立された。ラヴェイは1997年に死去するまで教会の司祭長を務めた。
それ以前の1950年代にラヴェイは、後にサタン教会の理事会となるトラペゾイド団（台形会）という組織を結成していた。
ラヴェイの活動に参加したり集会に出席した者の中には、デンマークの王宮育ちの「女男爵」カリン・デ・プレッセン、手品師にして自動人形作家でもある奇人セシル・ニクソン博士、アングラ映画作家ケネス・アンガー、市の判事補佐官ラッセル・ウォールデン、サンフランシスコでも指折りの有力な資産家であるドナルド・ワービイ、人類学者のマイケル・ハーナー、ノンフィクション作家のシェイナ・アレグザンダーなどといった人物がいた。
また、ホラー文学やSF文学で活躍している者達の中からは、アントニー・バウチャー、オーガスト・ダーレス、ロバート・バーバー・ジョンソン、レジナルド・ブレトナー、エミル・ペタハ、スチュアート・パーマー、クラーク・アシュトン・スミス、フォレスト・J・アッカーマン、フリッツ・ライバーなども、この頃からラヴェイと関係を持つようになった。
ジューディス・ケイスと急進派ジャーナリストであるジョン・レイモンドのサタニックな結婚式が開催されることが知れ渡り、結成一年目にしてラヴェイとサタン教会はメディアの注目を浴びることとなった。結婚式の様子は第二次世界大戦に『硫黄島の星条旗』を撮影したジョー・ローゼンタールの手で写真に収められた。
また、サタン教会の会員で、死後に士官に昇進した海軍兵エドワード・オルセンのサタニックな葬儀が、彼の妻の依頼により海軍公認の公開葬儀として行われた。
サタン教会は1960年代と1970年代を通じて多くの本で取り上げられ、雑誌や新聞記事のトピックにもなった。ラヴェイはロマン・ポランスキーの映画『ローズマリーの赤ちゃん』（1968年）で一部の悪魔役を演じた。また、1970年には、サタン教会に取材した Satanis という長編記録映画が上映された。ラヴェイはケネス・アンガーの映画Invocation of my Demon Brother（『我が悪魔の兄弟の呪文』）にも出演した。また、アーネスト・ボーグナインやウィリアム・シャトナーが出演し、ジョン・トラボルタをデビューさせた映画『魔鬼雨』では、テクニカルアドバイザーも務めた。サタン教会はルイジ・スカティーニの映画Angeli Bianchi, Angeli Neri（『続・快楽と神秘　世界秘教地帯を裂く』、アメリカ合衆国ではWtchcraft '70というタイトルで公開）のひとコマにも登場した。
1975年、ラヴェイは、「グロットー」システム（支部組織）を廃し、教会を外の世界での成功の代用（つまり現実逃避）として利用しているような人々を排除して、教会内で論議を巻き起こした。以来、伝統的な意味での現実社会における成功が、サタン教会内部における昇進の尺度となったのである。同じ頃ラヴェイはインタビューを承諾するか否かに関して慎重になってきていた。この「密室」活動への転換は、教会の終焉、さらにはラヴェイの死に関する噂までをも立たせた。
1980年代、キリスト教徒や回復記憶療法の専門家、およびマスコミは、ふたたびサタン教会を犯罪的陰謀に結び付けて考えるようになった。ピーター・H・ギルモア、ペギー・ナドラミア、ボイド・ライス、アダム・パーフリー、ダイアボロス・レックスやミュージシャンのキング・ダイアモンドといったサタン教会のメンバーは、犯罪活動を行っているという疑いを論破するためにしばしばマスコミの前に現れた。FBIは後にこのときの犯罪計画に関する論理を論破するための公式文書をつくった。この悪魔崇拝が疑われる者に対する社会現象（モラル・パニック）は「サタニック・パニック」として知られるようになった。
1980年代から1990年代にかけて、サタン教会のメンバーらはサタニズムに捧げられた音楽や映画、雑誌を盛んに作っていた。特筆すべきものとしてはアダム・パーフリーのフィーラルハウス出版やボイド・ライスの音楽、ドキュメンタリー映画 『悪魔を語る：アントン・ラヴェイのカノン』（Speak of the Devil: The Canon of Anton LaVey）を含むニック・ブーガスの映画などがあげられる。またこの頃も、サタン教会とラヴェイはあまたの雑誌や新聞記事の題材にされていた。

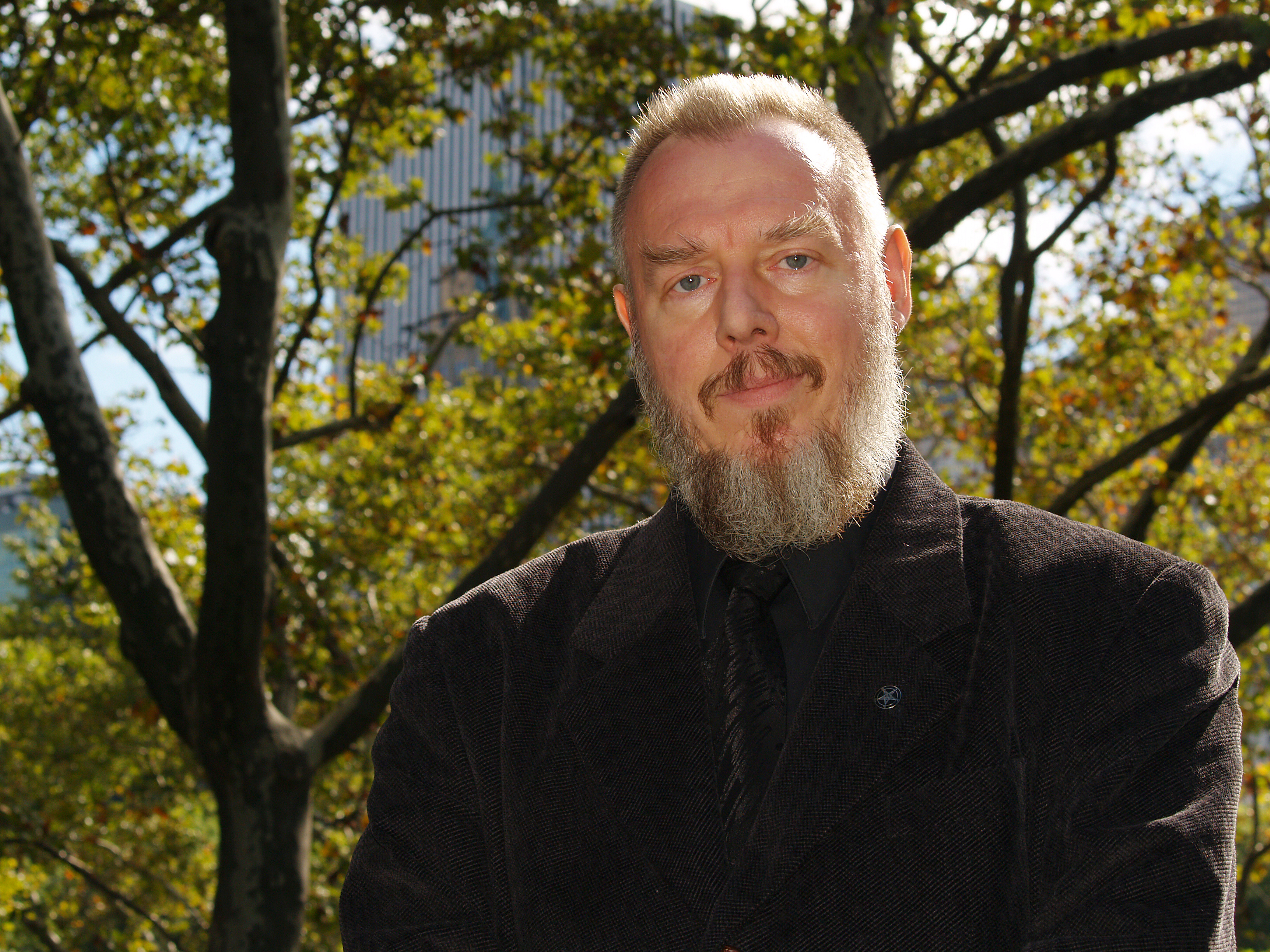
ピーター・H・ギルモア

ラヴェイの死後、サタン教会代表の座は内縁の妻であるブランチ・バートンに移った。バートンは今も教会に関与しているが、2001年、サタン教会の機関紙 The Black Flame（『黒き炎』）の発行人および現・司祭長と女司祭長としての座を、古参のメンバーであるピーター・H・ギルモアとペギー・ナドラミアに譲った。サタン教会の本部もサンフランシスコから二人が住んでいるニューヨーク市のマンハッタンにあるヘルズキッチン近辺に移動した。サタン教会は、他の団体がサタニズムとその実践に対して正当性を有していると主張することは容認しないが、サタン教会に入会しなくてもサタニストになれるということは認めている。
ケネス・アンガー、ヘヴィメタル・シンガーのキング・ダイアモンド、マリリン・マンソン、テレサ・ハイディ、アーロン・ジョーリン、モービッド・エンジェル のデヴィッド・ヴィンセント、ノイズアーティストのNONことボイド・ライス、元Soft Cellのマーク・アーモンド、パンクバンド「アルカライン・トリオ」のギタリスト兼ボーカルのマット・スキバとドラマーのデレク・グラント、プロレスラーのボールズ・マーニーにスターリング・ジェイムズ・キーナン、オカルトジャーナリストにしてゴシックノイズインダストリアルバンドBlood Axisを主宰するマイケル・モイニハン、デスメタル・ギタリストのマシュー・マクレイス、ピアニストのリベラーチェ、サミー・デイヴィスJr.、そしてホットロッド風アーティストのCoopといった多くの著名人が、一時的にサタン教会とつるんだり、サタン教会と関係があることを公にしている。教会側は会員情報を公表していないため、正確な信者数は不明である。
2004年8月、イギリス海軍は初めてサタニストがいることを公式に認める。そのサタニストとは、HMSカンバーランド号の技師であるクリス・クランマーという24歳の人物である。
2006年6月6日、サタン教会はロサンゼルスのCFI（en:Center for Inquiry）の構内にあるスティーブ・アレン劇場にて、40年間で初の公開Satanic Mass（サタンのミサ）を行った。The Satanic Bible（サタンの聖書）とThe Satanic Rituals（サタンの儀式）に記された儀式を基にしたこの儀式は、ブライアン・ムーア師と女司祭ヘザー・サエンスによって執り行われた。
2007年12月、AP通信によると、サタン教会本部に一人のティーンエイジャーが、「われらが聖ならざる主サタンの御名において殺す」という内容のEメールを送ったことがわかった。再び法令支持の立場を鮮明にした教会側はFBIに通報。FBIの連絡を受けた地元警察はその少年を逮捕した。

## 信条
サタン教会におけるサタニストは生き方の指針として、以下に述べるサタニズムにおける罪やステートメント、地上におけるルールを支持している。しかし忘れてはならないのは、これらは一般的に言ってサタニストがわざわざ無理をしてまで為すべきことと考えているものではないということである。サタニストはイエス・キリストの言葉に従おうとするキリスト教徒や、ミツワーに従おうと努力するユダヤ教徒とは対照的に、理念上これらは自明の理であり自然に生きていくやり方であると受け止めている。

### サタニズム9箇条
この所信表明は、サタンというものがサタン教会において何を意味しているかを示している。
1. サタンは禁欲ではなく放縦を象徴する。
2. サタンは霊的な夢想ではなく、生ける実存を象徴する。
3. サタンは偽善的な自己欺瞞ではなく、純粋な知恵を象徴する。
4. サタンは恩知らずな者のために愛を無駄にすることではなく、親切にされるに値する者に親切にすることを象徴する。
5. サタンは右の頬を打たれたら左の頬も向けるのではなく、仕返しをする行為を象徴する。
6. サタンは精神面で他人の脛をかじる者への配慮ではなく、責任を負うべき者への責任を象徴する。
7. サタンはただの動物としての人間を象徴している。「神から授かった精神と知能の発達」によって最も悪しき動物となってしまった人間という生きものは、四足動物より優れていることもあるが劣っていることの方が多いのである。
8. サタンは罪と呼ばれるものすべてを象徴する。おおよそ罪とは肉体的、精神的かつ感情的な満足につながるものだからである。
9. サタンはつねに〈教会〉の最も親しい友人であり続けてきた。というのも彼は長年それを仕事としてきたのである。

### サタニズムにおける9の罪
1. 愚鈍さ
2. 虚栄
3. 唯我主義
4. 自己欺瞞
5. 群れに従うこと
6. 見通しの欠如
7. 過去の正統の忘却
8. 非生産的なプライド
9. 美意識の欠如

### 地上におけるサタニストの11のルール
1. 求められてもいないのに意見や助言を与えないこと。
2. 他人が聞きたがっていると確信しない限り、悩みを話さないこと。
3. 他人の住み処に入ったら、その人に敬意を示すこと。それができないならそこへは行かないこと。
4. 他人が自分の住み処で迷惑をかけるなら、その人を情け容赦なく扱うこと。
5. 交尾の合図がない限りセックスに誘わないこと。
6. こんな重荷降ろして楽になりたい、と他人が声を大にして言っているものでない限り、他人のものに手を出さないこと。
7. 魔術を使って願望がうまくかなえられたときはその効力を認めること。首尾よく魔術を行使できても、その力を否定すれば、それまでに得たものを全て失ってしまう。
8. 自分が被らなくても済むことに文句を言わないこと。
9. 小さい子どもに危害を加えないこと。
10. 自分が攻撃されたわけでも、自分で食べるわけでもない限り、他の動物を殺さないこと。
11. 公道を歩くときは人に迷惑をかけないこと。自分を困らせるような人がいれば止めるよう注意すること。それでもだめなら攻撃すること。

## 註